# Louise Klinge
Louise Klinge (født 11.december 1978) er en dansk forsker indenfor relationskompetence, primært med et fokus rettet mod professionelle voksnes relation til børn og unge
Louise Klinge er uddannet cand.mag. i dansk og filosofi og har tidligere arbejdet som lærer på både en erhvervsuddannelse og i folke-, fri- og privatskoler. Hun arbejder med efteruddannelse og foredrag for lærere og pædagoger gennem sin virksomhed Eduk.dk
Hun vandt i 2017 konkurrencen Ph.d. Cup for formidlingen af sit forskningsprojekt om lærer-elev-relationer med fokus på læreres relationskompetencer.